# Шпак біловолий
Шпак біловолий (Grafisia torquata) — вид горобцеподібних птахів родини шпакових (Sturnidae). Мешкає в Центральній Африці. Це єдиний представник монотипового роду Біловолий шпак (Grafisia).

## Опис
Виду притаманний статевий диморфізм. Самці мають блискуче чорне забарвлення, за винятком білої плями на грудях; дзьоб і лапи у них чорні, а райдужки яскраво=жовті. Самиці переважно сірі, кінчики крил і хвоста у них чорні, тім'я і гузка чорні. Молоді птахи схожі на самиць, однак живіт у них має сірувато-коричневий відтінок.

## Поширення і екологія
Біловолі шпаки мешкають в Камеруні, Габоні, Центральноафриканській Республіці, Демократичній Республіці Конго і Чаді. Вони живуть в сухих саванах і рідколіссях, а також на гірських луках в Камеруні.

## Поведінка
Біловолі шпаки живляться комахами, ягодами і плодами. Живуть парами або невеликими зграйками (по 4-10 птахів). Іноді утворюють великі зграї до 100 птахів. Гніздяться навесні.